# هيجير أوناغا
هيجير أوناغا (باليابانية: 翁長 聖) (23 فبراير 1995 في هيوغو في اليابان – )؛ هو لاعب كرة قدم كان يلعب كلاعب وسط.

## وصلات خارجية
- هيجير أوناغا على موقع رابطة كرة القدم اليابانية للمحترفين (اليابانية)
- هيجير أوناغا على موقع قاعدة بيانات كرة القدم.إي يو (الإنجليزية)
- هيجير أوناغا على موقع Soccerway.com (الإنجليزية)
- هيجير أوناغا على موقع عالم كرة القدم.نت (الإنجليزية)